# Asociación Palestina de Fútbol
La Asociación Palestina de Fútbol (en árabe: الاتحاد الفلسطيني لكرة القدم) es el organismo rector del fútbol en Palestina.
Desde 1998 es miembro de la FIFA y la AFC. Organiza el campeonato de Liga y de Copa de Palestina, así como los partidos de la selección nacional en sus distintas categorías.

## Historia
La Asociación de Fútbol de Palestina (Palestine Football Association o PFA en inglés) fue fundada en 1928 y reconocida por la FIFA al año siguiente, durante el Mandato británico de Palestina. Contaba solo con jugadores británicos y judíos, y su consejo de administración solo se componía de judíos palestinos, puesto que los árabes palestinos no querían componer un equipo con ellos. El jugador, profesor de educación física y traductor en el ejército turco Josef Yekutieli, que había llegado desde Rusia en 1908 huyendo de los pogromos, fue quien impulsó dicha organización. En 1930 la selección hizo una gira por Egipto representando Palestina, con muy poco éxito.
El 16 de marzo de 1934 el equipo, formado en esa época solo por jugadores judíos, participó en la clasificación del Mundial, perdiendo 7-1 en El Cairo con Egipto. El himno que se tocó al inicio del partido fue Hatikva, himno oficial del movimiento sionista. Haïdar Abdel Shafi (futuro jefe de la delegación palestina en la conferencia de paz de Madrid, y fallecido en 2007) fue uno de los mejores jugadores palestinos de la época pero no quiso formar parte del equipo. Ningún jugador árabe participó en los demás partidos jugados por la selección palestina antes de la guerra de 1948-1949 y la creación del Estado de Israel. Pasó entonces a llamarse Asociación de Fútbol de Israel, con lo que el nombre desapareció hasta 1962 cuando se creó una nueva federación palestina.
No fue hasta 1993, en el marco del acercamiento entre Rabin y Arafat, que los palestinos consiguieron jugar un partido en su país. Fue el 8 de octubre de 1993 en Jericó, con el equipo Variétés Club de France (VCF). Al día siguiente el VCF jugó en Tel Aviv con los antiguos jugadores internacionales de Israel. En 1998 Palestina entró por fin en la FIFA, y consiguió al año siguiente una medalla de bronce inesperada en los juegos panarábicos de Jordania.